# Фасціїт
Фасціїт — запалення фасції, сполучної тканини, яке оточує м'язи, кровоносні судини і нерви. Зокрема, часто належить до одного з таких захворювань:
- Некротичний фасціїт
- Підошовний фасціїт
- Еозинофільний фасціїт
- Паранеопластичний фасціїт